# Yrjö Saarela
Yrjö Erik Mikael Saarela (nacido el 13 de julio de 1884, murió el 30 de junio de 1951) fue un luchador finlandés.
Saarela fue campeón olímpico en la categoría de peso pesado en la lucha libre estilo grecorromano en los Juegos Olímpicos de 1912 en Estocolmo. Cuatro años antes, durante en los Juegos Olímpicos de Londres 1908, ganó la medalla de plata en la categoría de peso pesado ligero, estilo grecorromano.